# Addo Ndala
Addo Ndala, född 27 april 1973, är en friidrottare från Kongo-Brazzaville. Hon deltog vid olympiska sommarspelen 1992.